# كريستيان فون زيباخ
كريستيان فون زيباخ (بالألمانية: Christian von Seebach)‏ (و. 1793 – 1865 م) هو عالم ألماني، توفي في أوزلار، عن عمر يناهز 72 عاماً.